# 日本鼩鼴屬
日本鼩鼴屬（學名：Urotrichus），是哺乳綱真盲缺目鼴科鼴亞科日本鼩鼴族的一個屬。日本鼩鼴屬原本還包括毛吻鼩鼹（又名公主鼩鼴），但現在已單獨成為毛吻鼩鼹屬，仍歸於日本鼩鼴族。

## 分類
- 日本鼩鼴 Urotrichus talpoides
- †Urotrichus dolichochir
- †Urotrichus giganeus

## 參看
- 日本哺乳動物列表